# Map of the Problematique
"Map of the Problematique" é uma canção da banda inglesa de rock alternativa Muse que pertence ao quarto álbum de estúdio do grupo, Black Holes and Revelations. A música foi lançada como single em 18 de Junho de 2007 apenas por download digital. Logo em seguida o Muse fez dois shows no Estádio de Wembley em 16 e 17 de junho. A música foi comparada com "Enjoy the Silence" do Depeche Mode devido aos arranjos e melodia muito similares. O líder do Muse, Matt Bellamy citou o Depeche Mode como inspiração para a música. Este single conseguiu chegar a posição n° 18 no UK singles chart na primeira semana. A música acabou fazendo mais sucesso que "Invincible", que foi o último single.

## Faixas
Todas as faixas escritas e compostas por Muse. 
| Digital single |                                                              |         |  |
| N.º            | Título                                                       | Duração |  |
| 1.             | "Map of the Problematique"                                   |         |  |
| 2.             | "Map of the Problematique (Does It Offend You, Yeah? Remix)" |         |  |

| UK iTunes Store exclusive |                                          |         |  |
| N.º                       | Título                                   | Duração |  |
| 1.                        | "Map of the Problematique (AOL Session)" |         |  |

| Exclusivo do Muse.mu (site oficial) |                                                         |         |  |
| N.º                                 | Título                                                  | Duração |  |
| 1.                                  | "Map of the Problematique (edição de Rich Costey)"      |         |  |
| 2.                                  | "Map of the Problematique (Ao vivo do Wembley Stadium)" |         |  |
| 3.                                  | "Wembley Digital Souvenir Pack"                         |         |  |

## Tabelas musicais
| Paradas (2007)                 | Melhor posição |
| ------------------------------ | -------------- |
| Reino Unido (UK Singles Chart) | 18             |